# Karel Horák (1873)
Karel Horák (6. srpna 1873 Cheznovice – 8. září 1940 Klatovy) byl český architekt a stavitel, významný měšťan Klatov, který, především zde, podnikal ve stavebnictví. V Klatovech jeho firma vystavěla celou řadu významných veřejných i soukromých staveb, většina z nich před rokem 1920 vznikla ve stylu florální secese.

## Život

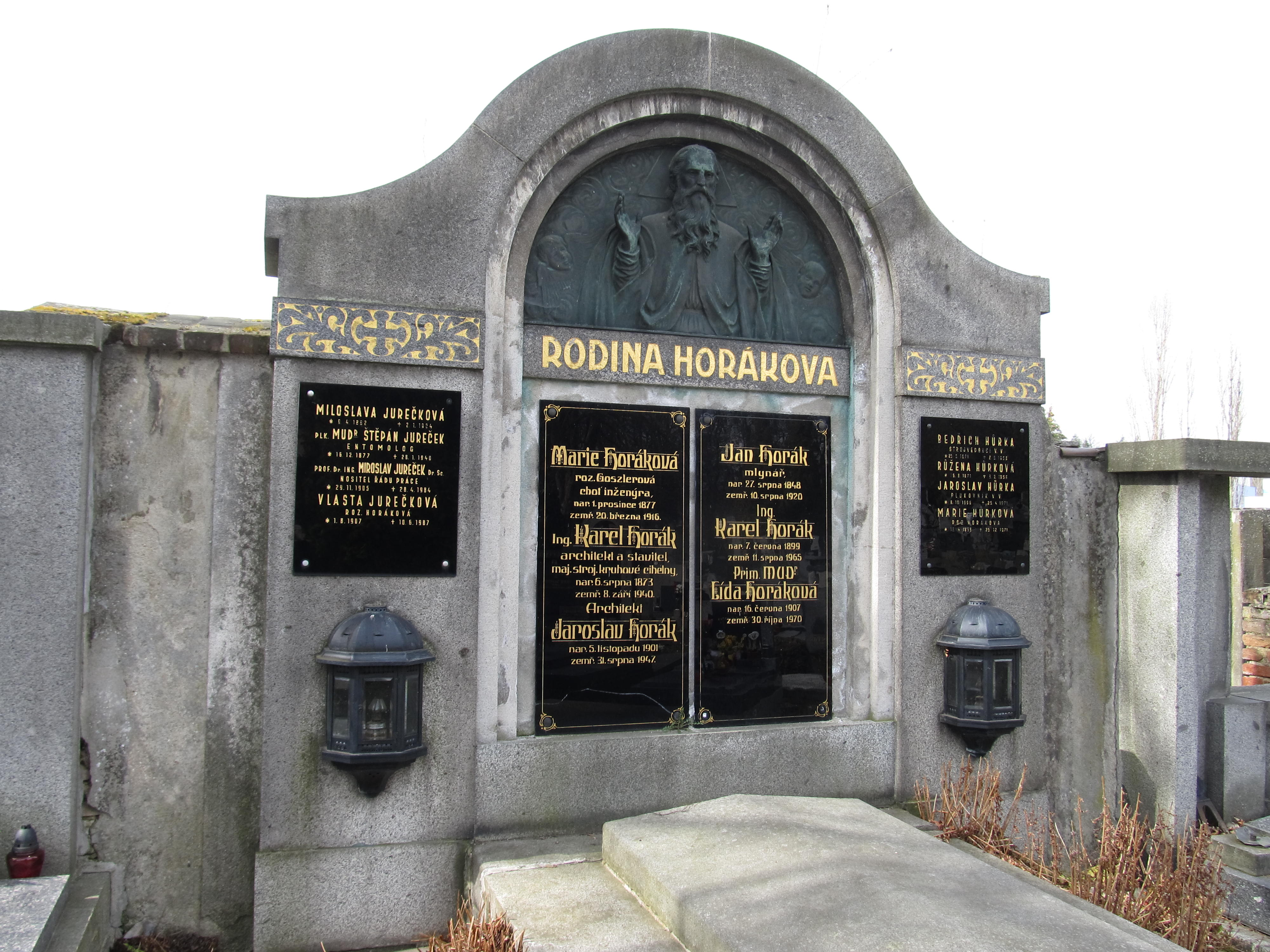
Hrobka rodiny Karla Horáka v Klatovech

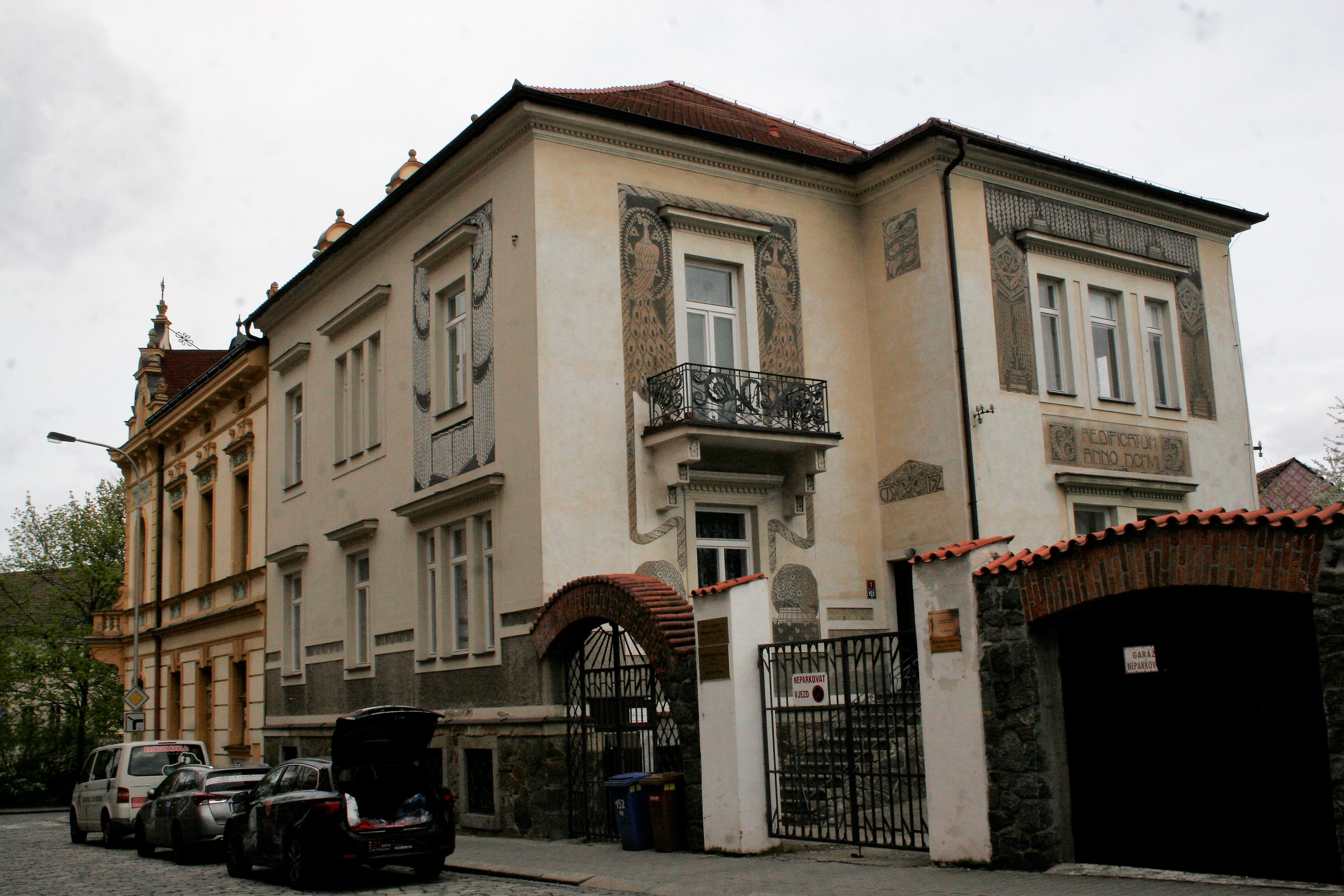
Salzmannova vila budovaná pro lékaře Antonína Salzmanna z roku 1906, postavená firmou Karel Horák, Klatovy

### Mládí
Narodil se v Cheznovicích u Rokycan do rodiny mlynáře Jana Horáka. Vychodil obecnou školu, poté pracoval jako zedník, v letech 1889 až 1893 vystudoval průmyslovou školu v Praze. Následně byl zaměstnán v několika stavebních kancelářích. Složil stavitelské zkoušky a roku 1898 založil vlastní stavební podnikatelství v Lounech.

### Klatovy
Okolo roku 1901 se Horák přesunul do Klatov, kde získal několik lukrativních zakázek na stavbu několika městských veřejných budov. V Klatovech se tím podnikatelsky zavedl, usídlil se zde s rodinou a stal se předním městským stavitelem, který zpracovával ty největší a nejprestižnější zdejší stavby. Dále jeho firma prováděla realizace v Lounech, Karlových Varech a na dalších místech. Roku 1911 zakoupil od Dr. Maška cihelnu v Lubech u Klatov, tou samozásobil stavební činnost firmy materiálem. Firma také spolupracovala například s v Klatovech působícím pražským architektem Josefem Fantou. V roce 1910 byla dokončena klatovská sídelní vila rodiny Horákovy (Kličkova ul.).

### Ruské legie
S vypuknutím první světové války narukoval Horák do rakouské armády a byl se svou jednotkou dopraven do Haliče na východní frontě. Zde se účastni bojů o rakouskou pevnost Přemyšl, zde padl do ruského zajetí. Záhy nato se přihlásil do nově vznikajících československých legií v rámci carské armády a bojoval na východní frontě. Po listopadové bolševické revoluci roku 1917 a následného separátního míru Ruského impéria a mocností Trojspolku se Horák účastnil tzv. Sibiřské anabáze, kdy se legie musely zdlouhavě vracet do vlasti po železnici přes celou Sibiř. Poté, co Horák a ostatní legionáři dorazili do Vladivostoku, zamířili přes Japonsko, Čínu a Indii zpět do Čech, kam dorazili během roku 1920. Kvůli nemožnosti korespondenčního kontaktu se Horák až po návratu dozvěděl, že jeho manželka Marie zemřela roku 1916.

### Československo

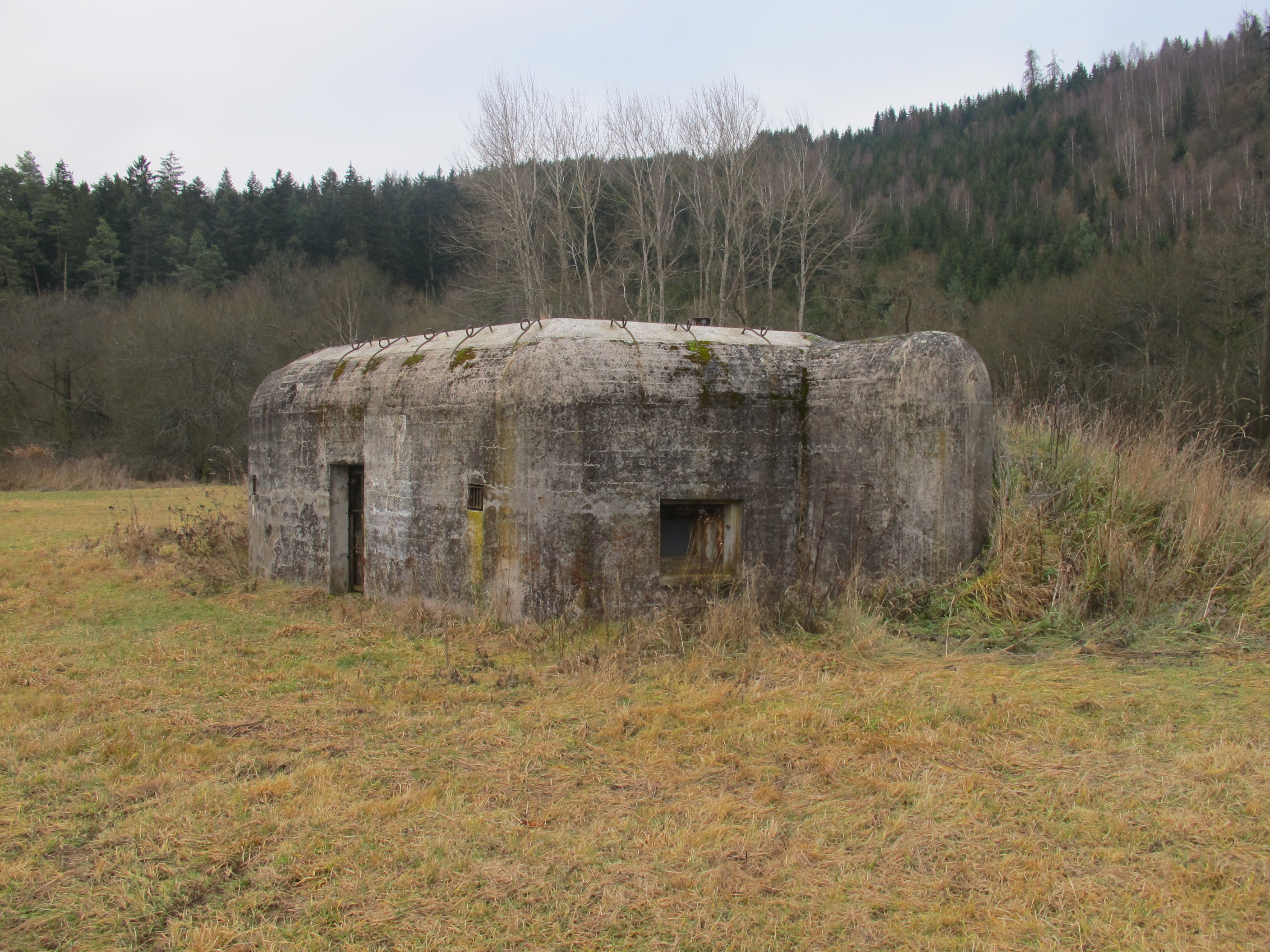
Pěchotní bunkr, tzv. řopík

Karel Horák nadále pokračoval v úspěšné podnikatelské činnosti. Byl též veřejně činný a zapojoval se do klatovského společenského i politického života. Svou cihelnu v Lubech modernizoval na kruhovou. Roku 1929 vystavěla jeho firma moderní funkcionalistickou sídelní vilu, kam se rodina Horákova přestěhovala. Vedle veřejných a soukromých staveb získalo Horákovo stavitelství, i díky svým válečným zkušenostem a zásluhám Karla Horáka, ve 30. letech 20. století několik armádních stavebních zakázek pro stavbu kasárenských a technických armádních budov, mj. tzv. řopíků, menších pěchotních bunkrů budovaných u hranic s Německem jakožto součást obranného opevnění Československa. Roku 1938 pak Karel Horák odešel do penze a vedení firmy převzal syn Ing. Karel Horák mladší.
Z plánovaného počtu 75 bunkrů bylo dokončeno celkem 59 objektů. Druhá linie byla označena jako Úsek 176. Naplánováno bylo 47 bunkrů, dokončeno bylo 14 objektů. Další pokračování prací ukončily události související s tzv. Mnichovskou dohodou a záborem Sudet Německou říší. Většina objektů byla následně německou armádou odstřelena.

### Úmrtí
Karel Horák zemřel 11. září 1940 v nemocnici v Klatovech ve věku 67 let. Tělo bylo uloženo v rozsáhlé rodinné hrobce na městském hřbitově v Klatovech. Autorem návrhu hrobky je architekt Josef Fanta, sochařskou výzdobu vytvořil Čeněk Vosmík.

### Po smrti
Po převzetí moci ve státě komunistickou stranou v Československu v únoru 1948 byla firma znárodněna a začleněna pod Okresní stavební podnik.

### Rodinný život
Oženil se s Marií Horákovou (1877–1916). Nejstarší syn Karel mladší (1899–1965) převzal rodinnou firmu.

## Vybrané realizace firmy
- Městská spořitelna, Klatovy, (1903)
- Obecná měšťanská škola chlapecká, Husovo náměstí, Klatovy (1904)
- Přestavba městské radnice, Klatovy
- Přestavba městské sokolovny, Klatovy
- Budova městského soudu, Klatovy, (spolu s Václavem Nekvasilem)
- Sokolský stadion pod Hůrkou, Klatovy (podle návrhu stavitele Václava Beneše)
- Budova okresní správy, Klatovy (spolu s firmou V. Beneš)
- Vlastní rodinná vila, Kličkova ul., Klatovy (1910)
- Salzmannova vila, Hostašova 152, Klatovy (1906, podle návrhu Josefa Fanty)
- Vila Václava Kusého, Klatovy, (1906)
- Vila, Dvořákova 206, Klatovy, (1906)
- Sedláčkova vila, Národních Mučedníků 157, Klatovy, (1909)
- Sporova vila, Cibulkova 216, Klatovy (1909)
- Vila Petra Götze, Šmeralova 158, Klatovy, (1910)
- Nové budovy Strojírny a slévárny Leopold Schifauer, Klatovy, (1910–1914)
- Budova Legiobanky, Husovo náměstí, Louny
- Nové budovy koželužské továrny B. Singer, Klatovy
- Nové budovy textilky I. I. Bruml, Klatovy
- Budova gymnázia, Karlovy Vary
- Budova internátu, Karlovy Vary

- Objekty opevnění ČSR v úseku E-26 Klatovy, Klatovsko (1937–1938, nedokončeno)
- Kasárna, Domažlice (30. léta 20. století)
- Kasárna, Rakovník (30. léta 20. století)

- Vojenské objekty, Jince (30. léta 20. století)